# Lekpande
Lekpande est une petite ville du Togo située dans la Préfecture de Bassar, dans la région de la Kara

## Géographie
Lekpande est situé à environ 53 km de Kara,

## Vie économique
- Marché paysan tous les samedis
- Atelier de poterie

## Lieux publics
- École primaire